# Tomasz Poręba
Tomasz Piotr Poręba (ur. 31 marca 1973 w Grybowie) – polski polityk, urzędnik państwowy i dziennikarz, z wykształcenia historyk i politolog, poseł do Parlamentu Europejskiego VII, VIII i IX kadencji (2009–2024).

## Życiorys
Syn Marii i Antoniego, pracującego jako kolejarz. Na Akademii Pedagogicznej w Krakowie ukończył studia z zakresu historii i politologii, a następnie studia specjalistyczne z zakresu dziennikarstwa. Odbył też podyplomowe studia europejskie organizowane przez Maastricht University i Uniwersytet Warszawski. Podczas studiów w Polsce uprawiał piłkę nożną, występował na pozycji napastnika w trzecioligowych klubach Kabel Kraków, Karpaty Siepraw i Górnik Wieliczka, jego karierę sportową przerwała kontuzja.
Był dziennikarzem sportowym w „Gazecie Krakowskiej”. Pracował później w jednym z departamentów Kancelarii Prezesa Rady Ministrów, a następnie w Instytucie Pamięci Narodowej. W 2003 wstąpił do Prawa i Sprawiedliwości, objął funkcję kierownika działu ds. informacji i wizerunku w biurze krajowym tej partii. W 2004 podjął pracę w Parlamencie Europejskim, został głównym doradcą grupy Unii na rzecz Europy Narodów w Komisji Spraw Zagranicznych i rzecznikiem prasowym grupy deputowanych PiS.
W 2009 z listy Prawa i Sprawiedliwości w okręgu rzeszowskim uzyskał mandat eurodeputowanego VII kadencji, został rzecznikiem delegacji PiS w PE oraz zasiadł w prezydium grupy Europejscy Konserwatyści i Reformatorzy. W 2011 został szefem sztabu wyborczego Prawa i Sprawiedliwości na czas wyborów parlamentarnych. 26 listopada 2011 został wybrany przez radę polityczną PiS w skład komitetu politycznego partii. W wyborach do Parlamentu Europejskiego w 2014 z ramienia Prawa i Sprawiedliwości uzyskał ponownie mandat europosła, zdobywając 113 704 głosy.
W 2014 stanął na czele New Direction, think tanku powołanego w 2010 przy Sojuszu Europejskich Konserwatystów i Reformatorów. W 2018 został szefem sztabu wyborczego Prawa i Sprawiedliwości podczas wyborów samorządowych. Kierował również kampanią PiS w wyborach do Parlamentu Europejskiego w 2019, w których ponownie wystartował z pierwszego miejsca w województwie podkarpackim. W wyborach tych skutecznie ubiegał się o reelekcję, otrzymując 276 014 głosów, co było najwyższym indywidualnym wynikiem procentowym w tych wyborach w Polsce (37% głosów oddanych w okręgu).
W grudniu 2018 Tomasz Poręba został nadto powołany na stanowisko wiceprezesa Polskiego Komitetu Olimpijskiego do spraw kontaktów zewnętrznych. Zaangażował się w działalność na rzecz drużyny piłkarskiej Stal Mielec, przyczyniając się do zawarcia umów sponsorskich z szeregiem przedsiębiorstw, w tym spółek z udziałem Skarbu Państwa, z których sponsorem tytularnym drużyny została PGE. Zasiadał również w zarządzie Polskiego Związku Badmintona.
Stanął na czele sztabu wyborczego Prawa i Sprawiedliwości przed wyborami w 2023, jednak w czerwcu tego samego roku złożył rezygnację z tej funkcji.
9 listopada 2023 Parlament Europejski uchylił mu immunitet w związku z procesem wytoczonym kilku europosłom PiS przez Rafała Gawła (założyciela Ośrodka Monitorowania Zachowań Rasistowskich i Ksenofobicznych), który zarzucił im przestępstwa rasistowskie (związane z rozpowszechnianiem spotu wyborczego) na terenie Polski w trakcie kampanii wyborczej Prawa i Sprawiedliwości przed wyborami samorządowymi w 2018. W kwietniu 2024 zadeklarował rezygnację ze startu w kolejnych wyborach do Parlamentu Europejskiego.

## Życie prywatne
Jest żonaty, ma dwie córki.